# Fuorcla Crap Alv

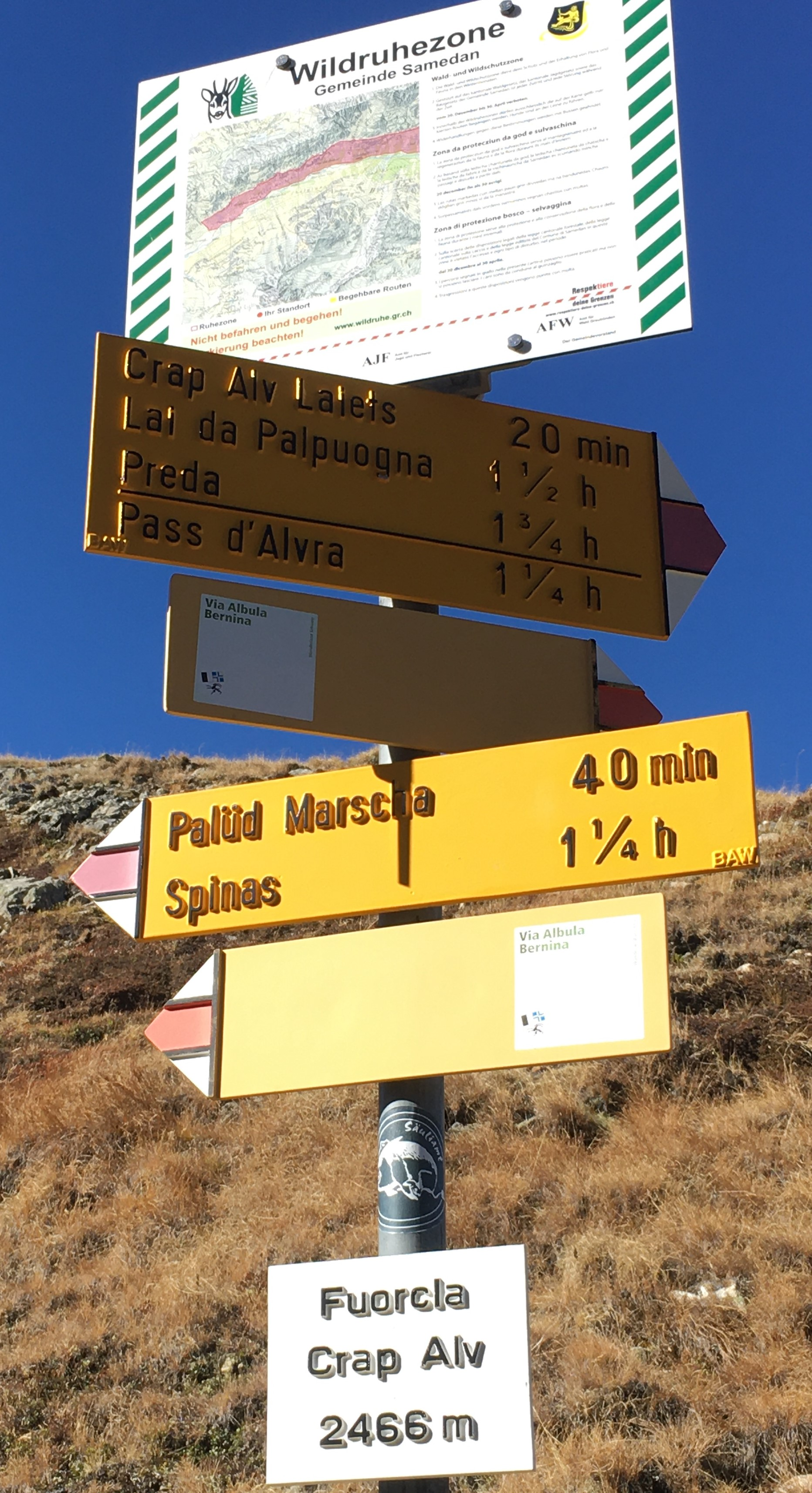
Wegweiser auf der Fuorcla Crap Alv

Die Fuorcla Crap Alv ist ein Pass für Fussgänger auf 2466 m ü. M. im Schweizer Kanton Graubünden.

## Grundlegendes
Die Fuorcla Crap Alv verbindet das Tal des Flüsschens Beverin im Oberengadin mit dem oberen Albulatal. Talorte im Oberengadin sind Bever oder auch die kleine Siedlung Spinas etwas weiter oben am Beverin. Talort auf der anderen Seite des Passes ist Preda an der Strasse über den Albulapass. Die Passhöhe liegt knapp auf Gebiet der Gemeinde Samedan. 80 Meter weiter nördlich wird in gerölligem Gelände die Grenze zur Nachbargemeinde Bergün Filisur überschritten.

## Seite Oberengadin
Bei Spinas, Seite Oberengadin, liegt das Südportal des Albula-Bahntunnels. Derzeit (Stand Frühling 2023) sind hier die Arbeiten für einen Tunnel-Neubau im Gange. Der Abschnitt zwischen dem Beverin-Tal und der Passhöhe führt durch eine steile Bergflanke.

## Seite Albulatal

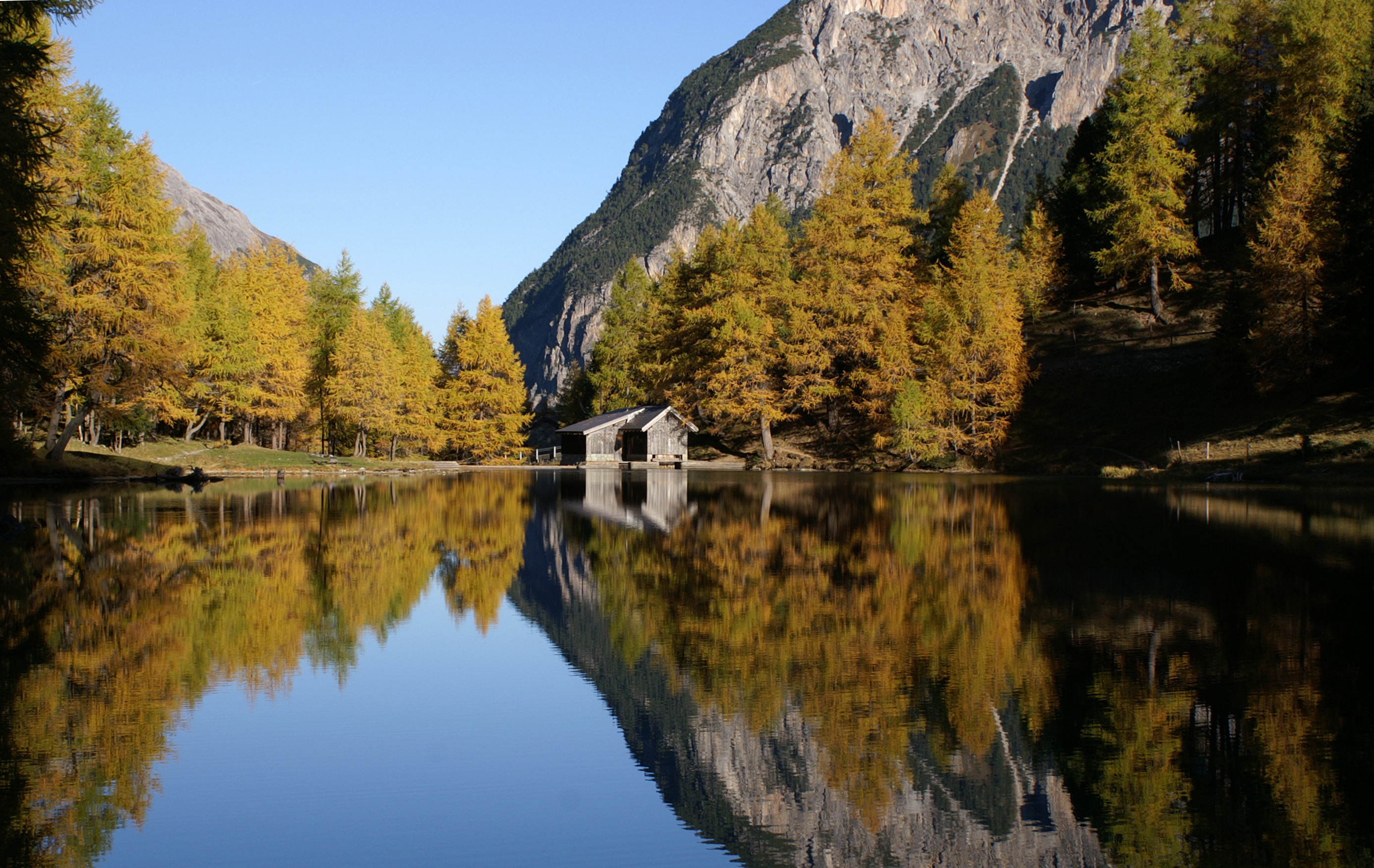
Palpuognasee

Auf der Seite Albulatal liegt unter der Passhöhe ein Ensemble kleiner Bergseen, es sind die Lais digl Crap Alv. Etwas tiefer reihen sich bei Igls Plans namenlose Gewässer ähnlicher Abmessung. Nahe Preda findet sich ein deutlich grösserer Bergsee: Der Palpuognasee (rätoromanisch Lai da Palpuogna oder Lai da Palpuegna) ist bekannt für kleine Bodenkrater, aus denen Erdgase austreten. 2007 wurde der Palpuognasee in einer Fernseh-Umfrage zum «schönsten Flecken der Schweiz» gewählt.
Die Ortschaft Preda, je nachdem Start oder Ziel der Fuorcla-Crap-Alv-Wanderung, liegt direkt am Nordportal des Albula-Bahntunnels. Wie am Südportal sind auch hier Arbeiten am Neubau im Gang.

## ETH-Forschung
Auf der Seite Albulatal führt der Passweg an der Alp Weissenstein vorbei; «Weissenstein» ist die wörtliche Übersetzung von rätoromanisch crap alv. Die historische Pferdewechselstation am Albulapass gehört der ETH Zürich, die an diesem Ort zu Themen wie Nutztierforschung, Botanik und Klima forscht.